# LAN Express

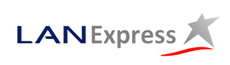
Antiga logo da companhia

A LATAM Express (antes: LAN Express), é uma subsidiária da empresa aérea de transporte de passageiros LATAM Airlines Chile. Atualmente, a companhia opera principalmente com voos domésticos no Chile. Desde o dia 5 de maio de 2016 a companhia adotou a marca LATAM Airlines como última fase da fusão da LAN com a brasileira TAM.

## Frota

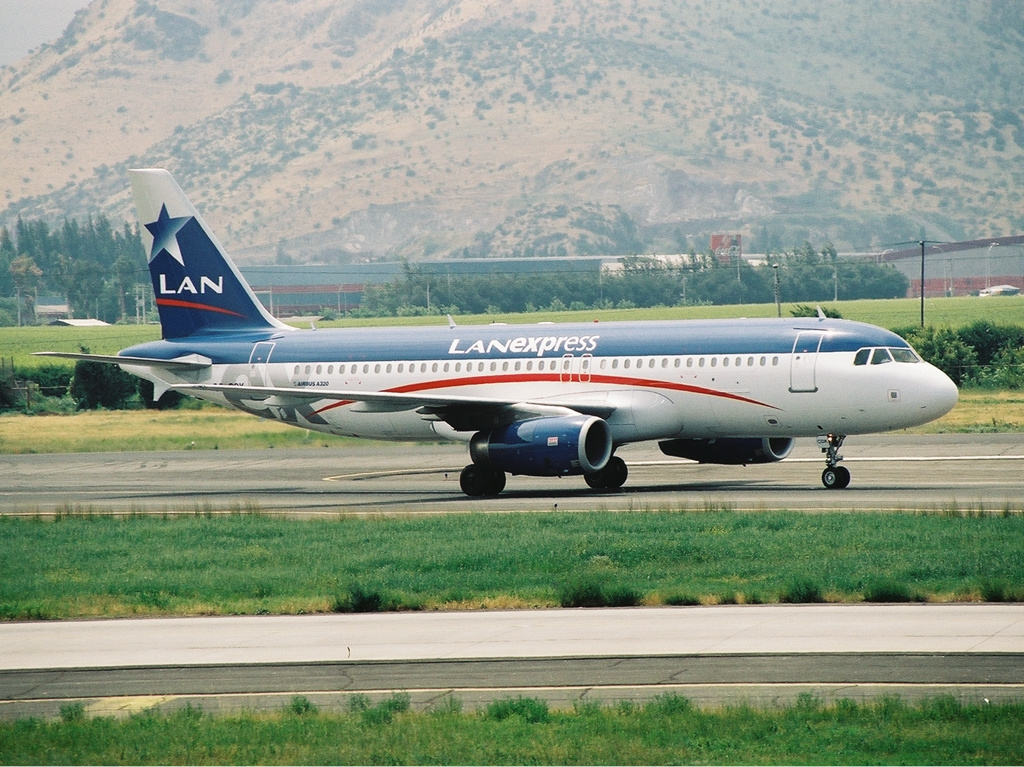
Airbus A320 da LATAM Express

A LATAM Express possui as seguintes aeronaves:
| Aeronave        | Quantidade | Passageiros |
| --------------- | ---------- | ----------- |
| Airbus A319-100 | 2          | 144         |
| Airbus A320-200 | 10         | 174         |
| Airbus A321-200 | 16         | 220         |
| Total           | 28         |             |